# سرکان آلتون اوراک
سرکان آلتون اوراک (انگلیسی: Serkan Altunorak؛ زادهٔ ۲۴ دسامبر ۱۹۷۶) بازیگر اهل ترکیه است. وی از سال ۱۹۹۹ میلادی تاکنون مشغول فعالیت بوده‌است.
از فیلم‌ها یا برنامه‌های تلویزیونی که وی در آن نقش داشته‌است می‌توان به حریم سلطان اشاره کرد.